# W/ダブル
『W/ダブル』（原題：The Stepfather）は、1987年制作のアメリカ合衆国のスリラー映画。
自分の夢見る理想の家族像を掲げ、それが破綻をきたした途端に一家を皆殺しにする殺戮を繰り返す殺人鬼を描いたサイコスリラー映画。原題の意味は「継父」。
ジョン・リスト事件をモチーフにドナルド・E・ウェストレイクとブライアン・ガーフィールドが原案、ウェストレイクが脚本を執筆、ジョセフ・ルーベン監督。主演のテリー・オクィンの出世作。シリーズ化されて全3作が制作され、2009年にはリメイクされた（『ステップファーザー 殺人鬼の棲む家』）。
日本でのDVDタイトルは『W/ダブル ステップファーザー』。

## あらすじ
ある朝、ある町のとある一軒の家。中で1人の男が身支度をしている。リビングルームにはその家の家族の血まみれの死体が転がっていた。男は身支度を済ませると、その家を出た。
1年後、別の町。シングルマザーのスーザンとステファニー母娘の家に、不動産会社に務めるジェリー・ブレイクという男がステップファーザー（継父）としてやってきた。スーザンは優しい彼を信頼していたが、ステファニーは彼になじめず、不信感を抱いていた。
そんなある日、ステファニーはふとしたことからジェリーに不審を抱く。一方、ジェリーは自分の身辺をかぎ回り、素性に気づいた者たちを口封じに次々と殺していく。
そしてステファニーは、ついにジェリーの恐るべき素性を知る。彼は理想の家族を求め、もし一家の中にその彼の理想に反する者がいれば、家族を皆殺しにするという殺戮を繰り返す狂気の殺人鬼だったのだ。
そしてステファニーの反抗をきっかけに、スーザンとステファニーにもついにジェリーの魔の手が迫ってきた。しかし、2人は果敢に反撃し、ジェリーを返り討ちにするのだった。

## キャスト
- ジェリー・ブレイク：テリー・オクィン
- スーザン・メイン：シェリー・ハック
- ステファニー・メイン：ジル・ショーレン
- ジム・オグリヴィー：スティーヴン・シェレン
- ボンデュラント博士：チャールズ・レイニャー
- カレン：ロビン・スティーヴン
- ドロシー：ガブリエル・ローズ

## 評価
- 1987年度シッチェス・カタロニア国際映画祭最優秀女優賞受賞（ジル・ショーレン）[4]
- 1988年度コニャック映画祭批評家賞受賞（ジョセフ・ルーベン）[5][6]

## 続編・リメイク
- ステップファーザー2/危険な絆 (1989) 第2作
- ステップファーザー3 (1992) 第3作 ※主演はオクィンからロバート・ワイトマンに交代している。
- ステップファーザー 殺人鬼の棲む家 (2009) リメイク

## その他
ストーリーのモチーフになったジョン・リスト事件の犯人ジョン・リストはジェリー同様に事件後別の女性と再婚している。なお、その際に子供はいなかった。